# Interochromis
Interochromis is een monotypisch geslacht van straalvinnige vissen uit de familie van de cichliden (Cichlidae).

## Soort
- Interochromis loocki (Poll, 1949)